# Hish

Imagen del símbolo Hish.

El Hish (en hebreo: חי"ש, acrónimo de Heil hasadé (חיל השדה), lit. Tropas terrestres) fue una unidad formada por la Haganá en el Mandato Británico de Palestina en 1939 tras la disolución de otra fuerza de menor envergadura conocida como la Fosh. Estas fueron las principales brigadas de la Haganá, junto con el Him y el Palmaj.
El año 1939 fue un punto de inflexión para las fuerzas de autodefensa judía. Orde Wingate fue trasladado fuera del Mandato y el Fosh fue sustituido por una menor movilidad pero permanente "tropa terrestre". Las fuerzas se formaron con hombre con formación militar básica en unidades de Guardia Civil, Heil Mishmar. Con Plugot Meyuhadot (Pum) dieron encubierta a las "Brigadas Especiales" para librar una guerra contra los árabes.

## Unidades
El Hish estaba conformado con las siguientes brigadas:
- Brigada Levanoni
- Brigada Carmeli
- Brigada Golani
- Brigada Kiryati
- Brigada Alexandroni
- Brigada Etzioni
- Brigada Guivati